# 1992년 하계 올림픽 롤러하키
올림픽 롤러하키는 올림픽에서 롤러하키로 경기를 겨루는 올림픽 경기 종목이다. 1992년 하계 올림픽에 시범 종목으로 채택되었다.

## 세부 종목
| 종목 | 92 | 계 |
| ---- | -- | -- |
| 남자 | •  |    |
| 합계 |    |    |

## 같이 보기
- 하키